# Molophilus (Molophilus) flavexemptus
Molophilus (Molophilus) flavexemptus is een tweevleugelige uit de familie steltmuggen (Limoniidae). De soort komt voor in het Neotropisch gebied.